# Royaume de Koukou
Pour les articles homonymes, voir Koukou (homonymie).
c. 1515 – 1730
Entités précédentes :
- Sultanat hafside de Tunis

Entités suivantes :
- Confédération des Zouaouas
- Régence d'Alger
• Caïdat de Boghni
• Caïdat du Sebaou

Le royaume de Koukou (Tagelda N Kuku en tamazight) est un royaume kabyle de l'époque moderne qui régna sur une grande partie de la Grande Kabylie, fondé par Sidi Ahmed ou el Kadhi vers 1515, descendant d'une illustre lignée de lettrés et savants religieux,. À son apogée, l'autorité du royaume s'étend des montagnes de l'Atlas à Alger. De 1520 à 1527, le royaume de Koukou contrôle Alger et exerce une influence sur une bonne partie du nord de l'Algérie : il reçoit l'allégeance de Cherchell et de Annaba, maintient l'alliance avec les Zianides à la faveur de sa victoire contre Khayr ad-Dine Barberousse à la bataille des Issers. Cette période a marqué la toponymie d'Alger où une montagne s'appelle Djebel Koukou. Khayr ad-Din Barberousse reprend progressivement le terrain perdu et le royaume de Koukou se restreint alors à un domaine montagneux correspondant à l'actuelle Grande Kabylie.
Sa capitale est Koukou, qui s'établit sur un promontoire, avec environ 15 000 habitants. Koukou était l'un des deux grands royaumes kabyles, l'autre étant le royaume concurrent des Aït Abbas. À son apogée, le royaume de Koukou entretient des rapports cordiaux avec l'Espagne et intrigue lors de l'expédition manquée de Charles Quint contre Alger en 1541.
Le royaume de Koukou, siège de la confédération tribale des zouaouas, prend part à des expéditions de la régence d'Alger — contre la Kalaa (1559), à Oran (1562), Malte (1565), Tunis (1569) ou Fez (1576) — et fourni également des mercenaires dont les services sont recherchés à Alger, mais également à l'étranger, à Tunis ou par les Saadiens au Maroc comme lors de la Bataille des Trois Rois (1578).
L'histoire du royaume de Koukou s'inscrit dans le mouvement de dissidence politique de certaines régions d'Algérie (royaume des Aït Abbas en Kabylie, Sultanat de Touggourt et diverses confédérations du Sahara et des Hauts Plateaux) durant la période de la régence d'Alger, et vis-à-vis de cette dernière.
L'affaiblissement du contrôle des Aït el Kadhi sur les tribus locales, dont la confédération des Zouaouas.

## Historiographie

### La désignation comme «royaume»
Le terme de « royaume » n'est pas strictement adéquat dans la mesure ou l'entité administrative et régalienne n'était pas structurée autour d'un roi, mais se rencontre dans des textes français sur la Kabylie. Par exemple, Lucien Leclerc :
« À l'époque des Barberousse, nous voyons apparaître en Kabilie [sic] un petit état connu dans l'histoire sous le nom de royaume de Koukou ».
Louis Rinn écrit en 1891 dans une note de son ouvrage sur l'insurrection de 1871, dite Révolte de Mokrani :
« Le royaume de Koukou fut fondé en 1510 par Ahmed-ben-el-Qadi, qui était juge à la cour des derniers rois de Bougie. Lors de la prise de cette ville, le 6 janvier 1509, il s’était réfugié chez les Qbaïls [= Kabyles] des Aït-Ghoubri ; il était devenu le chef d’une confédération puissante ».

### Longévité
Louis Rinn estime que cet État décline à partir du début du XVIIe siècle :
« À partir de 1618, la famille se divisa, son influence déclina, le nom même d’Ouled-el-Qadi, porté par les chefs de Koukou, cessa d’être employé et il fut remplacé par celui d’Ouled-Boukhetouch. Aujourd’hui la famille a été absorbée par l’élément berbère et n’a plus qu’une influence insignifiante dans le haut Sébaou. Koukou est une taddert [= village] de 600 habitants répartis en six hameaux ; il fait partie de la fraction des Imessouhal des Aït-Yahia, aux sources du Sébaou »
Camille Lacoste-Dujardin estime que le royaume de Koukou a duré pendant deux siècles.

## Contextes culturel et historique

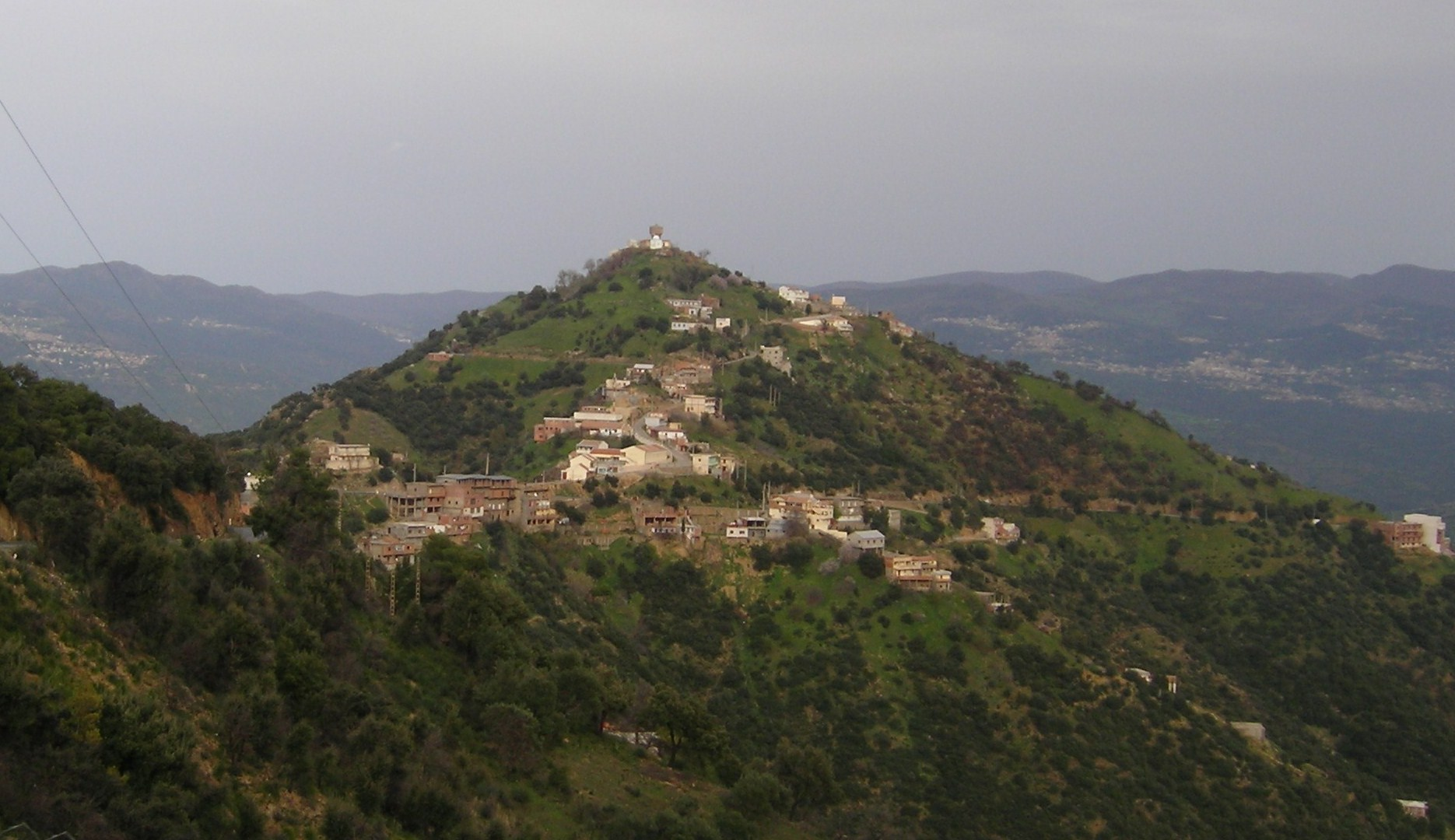
Koukou, capitale du royaume du même nom.

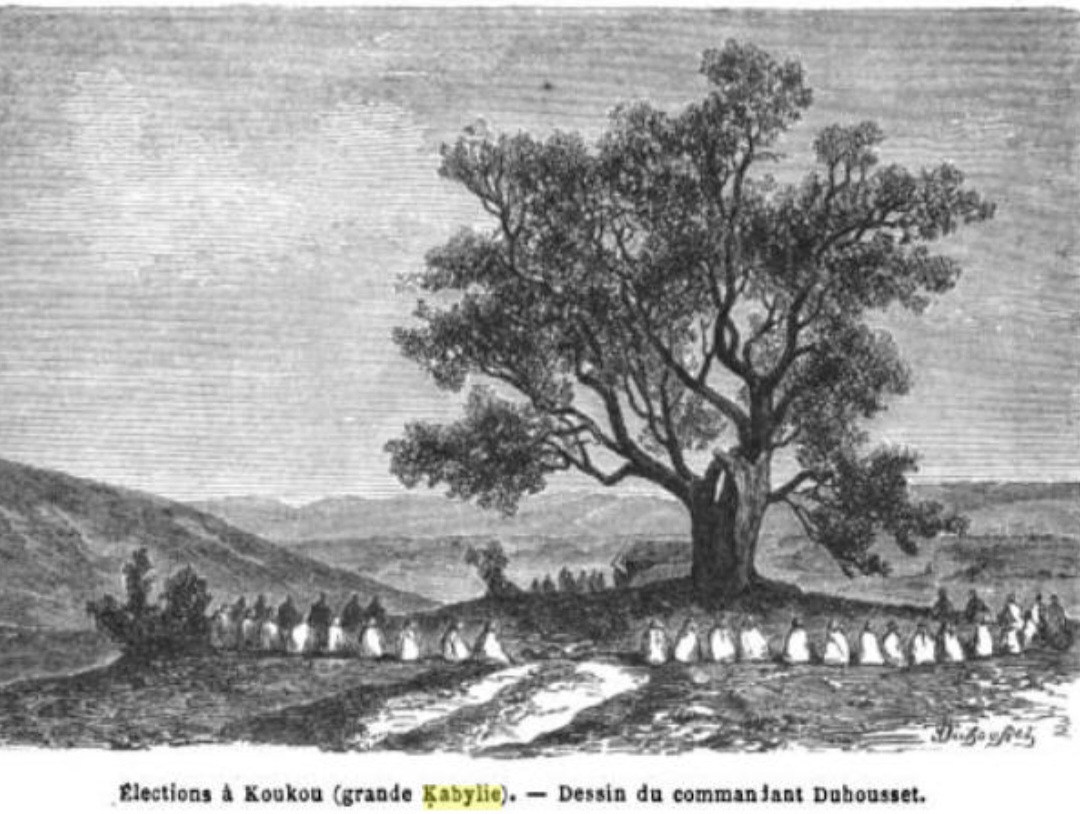
Une élection à Koukou

Étant donné que le sujet concerne la Kabylie, les noms ont parfois deux versions, berbère et arabe. C'est ainsi que « Ahmed ou el Kadhi » est une forme en partie berbère, la forme arabe étant « Ahmed ibn el Qadi » ou « Ahmed ben El Qadi », prononcée « Ahmed Belkadi ». On a aussi le couple Aït Abbas/Beni Abbes, etc. (à quoi s'ajoute le problème des transcriptions de l'arabe en français).
Sur le plan historique, le royaume de Koukou fait partie de l'histoire de la partie est du Maghreb (Tunisie, Constantinois, Algérois) avec, au XVIe siècle, la disparition des dynasties hafsides et la mise en place de la régence d'Alger, puis de la régence de Tunis, toutes deux sous la tutelle de l'Empire ottoman ; un phénomène secondaire mais non négligeable est constitué par l'expansion espagnole sur le littoral algérien (Oran, Béjaïa, etc.).

## Histoire

### La fin de l'époque hafside et la fondation

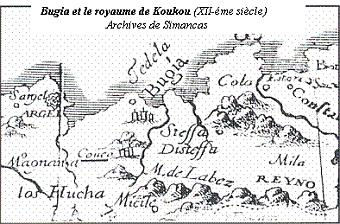
Carte du royaume de Koukou et du royaume des Beni Abbes selon une carte espagnole du XVIe siècle, conservée aux archives de Simancas.

Deux hypothèses sont en concurrence pour expliquer la fondation du royaume de Koukou.
L'une voudrait qu'il ait été fondé avant la prise de Béjaïa par les Espagnols en 1510 ; dans un contexte d'affaiblissement du pouvoir hafside. Cette hypothèse est peu soutenue du fait qu'il est peu probable que les Hafsides tolèrent la constitution de cette principauté avant la prise de Béjaïa.
L'autre l'attribue aux Belkadi, des imrabden (un lignage maraboutique), une famille de lettrés au service du sultan de Béjaïa (dissident des Hafsides de Tunis) et originaires du village d'Achallam des Aït Ghoubri (Grande Kabylie). Ils seraient d'ailleurs les descendants d'un illustre grand cadi de Béjaïa du XIIIe siècle, Abu Abbas El Ghoubrini. Au service des Hafsides il est donc complexe d'imaginer qu'ils auraient pu constituer leur principauté avant la chute de Béjaïa.

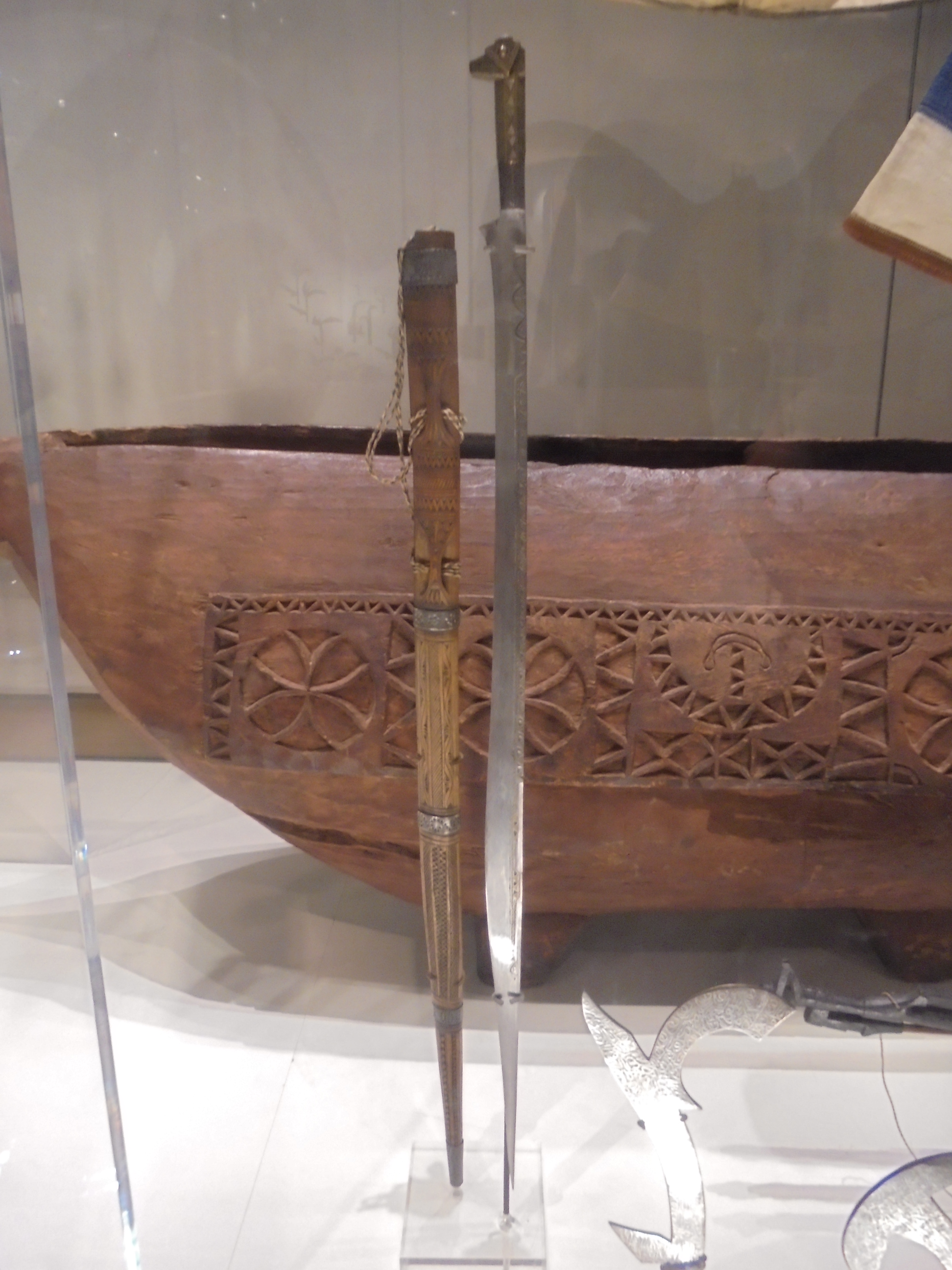
Flissa est un sabre traditionnel originaire du savoir faire de la tribu kabyle des Iflissen lebhar, au British Museum.

Lors de la chute de Béjaïa (1510) et lors de la reprise de Jijel par les Barberousse en 1514, les Hafsides (morcelés entre un sultan à Tunis et un autre à Constantine) confient à Ahmed Belkadi la charge de défendre la partie occidentale de leurs États avec le titre de khalifa et non d'émir car il n'est pas un Hafside. Si ce titre de khalifa est incertain (la tradition locale affirme qu'il aurait occupé les fonctions de gouverneur de Annaba à l'époque hafside), ces responsabilités au niveau de la partie occidentale des possessions hafsides après la prise de Béjaïa lui donnent son rôle politique de premier plan. En réalité, Ahmed Belkadi est un chef qui coalise les forces locales dans une « guerre sainte » face aux Espagnols qui ont pris Béjaïa. Les Barberousse qui sont devenus souverains à Alger et possèdent la ville de Jijel, comptent s'implanter au Maghreb central. Arudj Barberousse est lié d'une profonde amitié avec Ahmed Belkadi avec lequel il mène les campagnes contre les places tenues par les Espagnols : Belkadi et ses contingents kabyles attaquent par la terre et Arudj Barberousse par la mer. En 1512, l'émir local de Bougie, en exil, fait appel au corsaire pour le débarrasser des Espagnols, il promet à Arudj, en cas de succès, non seulement de le rémunérer, mais de le faire seigneur de Béjaïa, dont le port lui assurerait sécurité toute l'année. Cependant, le siège de Béjaïa est un échec, Arudj perd de plus son bras gauche.
Arudj va se réserver comme territoire propre les environs d'Alger et définir deux territoires, un à l'est et l'autre à l'ouest. Il laisse celui de l'est comme fief héréditaire à Belkadi et part en campagne à Tlemcen contre le sultan Zianide allié aux Espagnols. Pour les Barberousse cette campagne est un désastre et se solde par la mort d'Arudj. Belkdadi va rompre son alliance avec les Barberousse et implanter sa capitale en plein pays zouaoua (à Aourir puis à Koukou) et s'attirer les représailles de Kheireddine, frère et successeur d'Arudj Barberousse. Les Belkdadi ont pour principal soutien la tribu des Aït Ghoubri dont ils sont originaires ; ils sont dès lors désignés, notamment dans l'historiographie espagnole, comme rois de Koukou (reyes de Couco) et des Zououas (los Azuagos).
D'après Hugh Roberts, il faut voir le royaume de Koukou comme une subsistance de l'ancien ordre hafside qui s'est employé à défendre ses positions dans la région. Confronté à l'effondrement de ces derniers, puis à une politique plus agressive de la régence d'Alger il se rapprochera ensuite des Espagnols pour conclure une alliance.

### Entrée en conflit avec la régence d'Alger

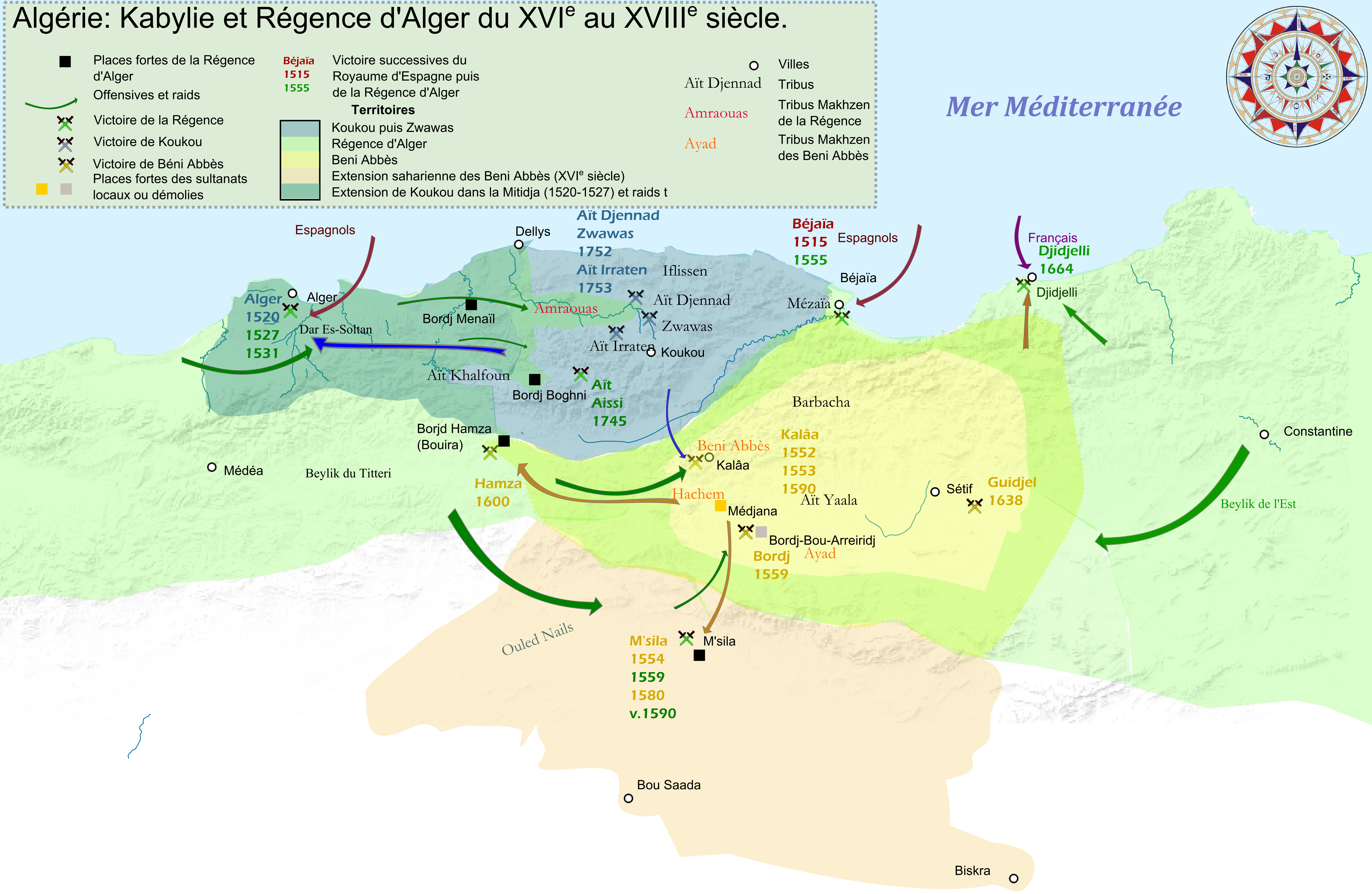
Les conflits entre royaumes de Koukou, de Beni Abbès et la régence d'Alger du XVIe siècle au XVIIIe siècle.

En 1519, Kheireddine, à la tête de la régence d'Alger, entre en campagne contre les Belkadi. Le sultan hafside de Tunis fait parvenir des troupes de renfort aux Belkadi et inflige une très lourde défaite à Kheïreddine sur l'oued Isser dans le territoire des Aïth Aïcha. Kherreddine, privé des appuis intérieurs (tribus kabyles, revers en 1518 à Tlemcen) et sous pression espagnole, décide de demander l'appui du sultan Sélim Ier. Il se joue donc une rivalité entre Kheïreddine, sa régence d'Alger avec l'appui des Ottomans, et Belkadi, appuyé par les Hafsides de Tunis. Dans les années qui suivent, Belkadi va s'emparer d'Alger (1520) et dans les faits être à la foi roi de Koukou et d'Alger de 1520 à 1525/1527.

Carte de la régence d'Alger, du royaume des Beni Abbès et du royaume de Koukou au XVIIIe siècle, avec la route Alger-Constantine.

Durant leur alliance avec les Barberousse (avant 1518), les Belkadi régnaient sur les terres allant du Djurdjura à Sétif et Constantine. Depuis la rupture avec les Barberousse en 1518, l'essor d'un royaume berbère concurrent sur la rive orientale de la Soummam, celui des Beni Abbes et l'influence croissante des Turcs de la régence d'Alger dans l'est (prise de Jijel, Collo, Constantine...) va réduire leur domaine à un territoire correspondant globalement à la Grande Kabylie qu'il conservera au cours des siècles suivants.
Durant tout le XVIe siècle, les Aït El Cadi jouèrent un rôle politique régional important en s'alliant avec les Espagnols contre les Turcs ou avec les Turcs contre les Espagnols, selon les opportunités politiques et les enjeux du moment. En 1520, le sultan de Tunis, qui avait des inquiétudes sur la montée en puissance de Barberousse, ayant prêté hommage à Constantinople, marche sur Alger. Barberousse est trahi par les troupes kabyles de Koukou et forcé de s'enfuir. Les troupes de Koukou qui occupent Alger s'y font haïr à cause de leur tyrannie, ce qui facilite la tâche à Kheireddine pour récupérer ces territoires.
Koukou fut alors considérée comme une puissance des plus redoutables de la Méditerranée. Sidi Ahmed ou El Kadi est prisonnier à la suite d'une bataille et tué par les troupes du royaume des Beni Abbès — ses frères ennemis — et sa tête fut promenée à Alger. Privées de leur chef, les troupes kabyles se dispersent. Les Turcs, accueillis en libérateurs, redeviennent les maîtres d’Alger.
« Comme chef tribal indépendant, le plus puissant était le roi de Koukou, de la famille Ben-el-Kadi, maître de la Kabylie de Djurdjura, que nous avons vu successivement l'allié et l'adversaire de Barberousse, et qui avait fini par accepter la domination turque. C'est un feudataire absolument maître chez lui et n'ayant d'autre obligation que de servir une redevance, dont nous ignorons le chiffre, au pachalik d'Alger, et de lui fournir son concours militaire. Nous verrons les Turcs s'appliquer sans relâche à réduire son autonomie et à empiéter sur son territoire ».
En 1546, Si Amar Oulkadhi succède à son père. Il régnera jusqu’en 1618, date de son assassinat par son frère Mohamed, qui s’empare du pouvoir. Sa veuve, Aïcha, enceinte, se réfugie chez ses parents, dans la famille royale des Hafsides de Tunis vers 1618. La même année, elle donne naissance à un garçon. Surnommé Boukhtouche (« l’homme au javelot »), Si Ahmed Atounsi Boukhtouche, encore adolescent, retourne en Kabylie, à la tête d'une troupe de soldats mis à sa disposition par le Sultan Hafside de Tunis, il renverse l’usurpateur, reprend le trône de son père, et s'installe à Aourir. Durant son règne, il repousse les incursions des janissaires et réussit à sauvegarder l’indépendance du royaume. À défaut de soumettre les Koukou, les Turcs se contentent de les contenir.
À la mort de Si Ahmed Atounsi, en 1696, la famille est déchirée par une sanglante guerre de succession. Le second fils de Si Ahmed Atounsi, nommé Si Ali, lui succède en 1696, il est le chef du Sod Tahtani. Fragilisée par les divisions, la Kabylie devient une proie accessible aux visées turcs, et, au début du XVIIIe siècle, les Turcs fondent un bordj à Tazarart sur la rive droite de Sébaou. Celui ci, situé en plaine, est rapidement détruit par les Kabyles.
En 1720, Ali Khodja fonde un bordj dans la vallée du Sébaou, et en 1724, dans celle de l'oued Boghni. Le chef de la résistance est Si Ali Boukhtouche ; il est vaincu à Draâ Ben Khedda, puis plus tard à Boulzazen. En 1730, Ali Khodja organise le makhzen des Amraouas (tribu de la Kabylie), puis restaure le bordj de Tazarart. Les pachas d'Alger ne cherchent pas à établir directement leur autorité sur la Grande Kabylie, mais créent un grand commandement dans la partie du pays qui n'obéissait plus aux pouvoir central kabyle, les Turcs mirent à sa tête des hommes des grandes familles du pays, ayant déjà de l'influence personnelle sur les populations.

Le successeur d’Ali Khodja, le bey du Titteri, Mohamed Ed-Debbah dit « l'égorgeur », dirige contre les Kabyles de nombreuses expéditions, sans succès. Ed-Debbah est tué en 1754 lors d'une bataille contre les Ath Irathen près de Tala n Semdha. Ses troupes, sont chassées au-delà des rives du Sébaou.

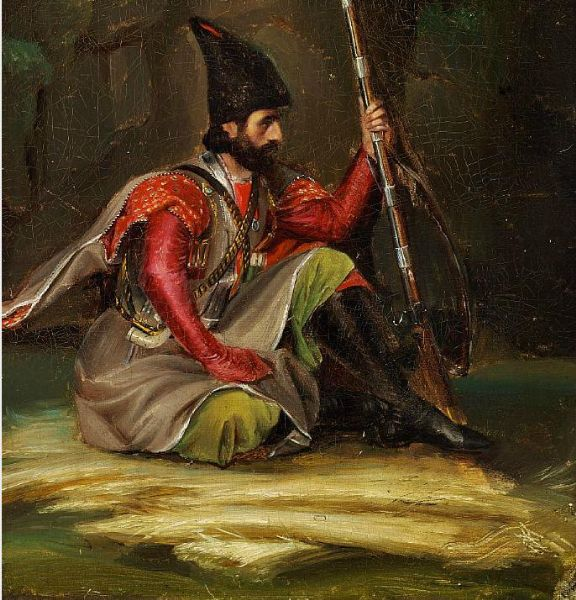
Un Guerrier Kabyle par Martinus Rørbye.

Après la mort d'Ed-Debbah en 1754, une violente révolte éclate en Kabylie contre le régime turc. Dans la nuit du 16 juillet 1756, les Kabyles attaquent le bordj Boghni, tuent le caïd Ahmed, chassent la garnison turc, puis détruisent complètement la forteresse. Le 25 août 1756, encouragés par ce succès, les Kabyles attaquent le bordj Bouira, mais sont repoussés. Il fallut trois colonnes Turcs pour vaincre l'insurrection. Le bordj Boghni est de nouveau reconstruit, mais Cherif Agha trouve la mort dans les combats.
En 1818, le bordj est détruit une deuxième fois lors du soulèvement des deux tribus makhzen de Kabylie, les Amraouas du Sébaou et les Guechtoula de Boghni : la garnison turc avait dû capituler après 7 jours de siège. Le nouvel agha des Arabes, Yahia ben Moustapha, nommé le 8 septembre 1817, fort de la neutralité des autres confédérations, vint à bout de la révolte. Il fit exécuter leurs chefs lors d’un guet-apens. Les bordjs de Boghni et du Sebaou furent reconstruits et pourvus de nouba.
Quelques années plus tard la Kabylie orientale prenait à son tour l’offensive. Les Mezzaïa bloquent Bougie et les Beni Abbès interrompaient les communications entre Alger, Bougie et Constantine. En 1824, Yahia Agha mène contre eux plusieurs campagnes sans grand résultat. Puis il devait se tourner contre les Aït Ouaguenoun et les Ait Djennad qui refusaient de fournir le bois nécessaire aux constructions navales. Faute d’une victoire définitive, les Turcs finirent par se contenter d’un accord assez humiliant mais qui leur laissait le contrôle des plaines.
Ibrahim Agha, qui succéda en 1828 à Yahia Agha, exécuté par ordre du dey, fut le dernier agha des Arabes du régime turc. Il n’intervint pratiquement pas en Kabylie.

## Relations étrangères et diplomatie
Dans diverses lettres de négociations entre l'Espagne et Koukou, on apprend plusieurs choses : un désir d'alliance contre le Turc, considéré comme un ennemi commun : pour cela le royaume de Koukou peut mobiliser jusqu'à 100 000 hommes, se disant supérieur à l'ennemi. il demande néanmoins l'envoi de poudre et de plomb. Le roi de Koukou fait miroiter divers avantages au roi espagnol dont la possibilité de construire une place forte à Oran. Le roi de Koukou souhaitant voir 50 galères mouiller dans un de ses ports, durant l'année 1604, une tentative de ravitaillement effectuée par des frégates de Majorque échoue néanmoins.
Deux notables du royaume (nommés Amar le Vieux et Abdelmalek) vont ainsi se rendre à la cour de Philippe III. La médiation se fait par l'intermédiaire d'un moine franciscain, les ambassadeurs du royaume de Koukou sont hébergés pendant plusieurs mois à Majorque en 1603, l'un d'entre eux se convertira au catholicisme.
La politique pratiquée par la régence d'Alger sous Hassan Pacha semble cependant changer l'attitude das Belkadi. Hassan Pacha épouse la fille du roi de Koukou en échange de son alliance. Cela explique probablement le renversement de l'alliance entre Koukou et les Hafsides au même moment.
Les Zouaouas participent ainsi aux expéditions de Hassan Pacha. En 1559, des troupes zouaouas participent au siège de la Qalaa. En 1562, 12000 Kabyles de Koukou et Beni Abbès participent au grand siège d'Oran et Mers el Kébir. En 1565, parmi les 5000 hommes dirigés par Hassan Pacha lors du grand siège de Malte, 2000 sont des janissaires turcs et 3000 des « Maures et Kabyles ». Sous son successeur Euldj Ali, l'expédition contre Tunis de 1569 est renforcée sur son passage d'une cavalerie maure de 6000 cavaliers dépendant des sultans de Koukou et de Beni Abbès et d'autres chefs. Les Zouaouas de Koukou participent également à l'expédition contre Fez en 1576 en envoyant 1 000 hommes aux côtés des 300 janissaires de Ramadan Pacha, et restent en garnison dans la ville. Sur la demande du sultan saadien 'Abu Marwan Abd al-Malik qui retrouve le pouvoir à la faveur de cette expédition, ils forment avec les janissaires sa garde d'honneur.
Les zouaouas participent également aux garnisons des villes de la régence d'Alger. Hassan Pacha voyant dans leur recrutement un moyen de contrecarrer l'influence de l'odjack des janissaires. Il sera cependant déposé par ces derniers ne voulant pas être marginalisés à terme du pouvoir.

## Pouvoir et société

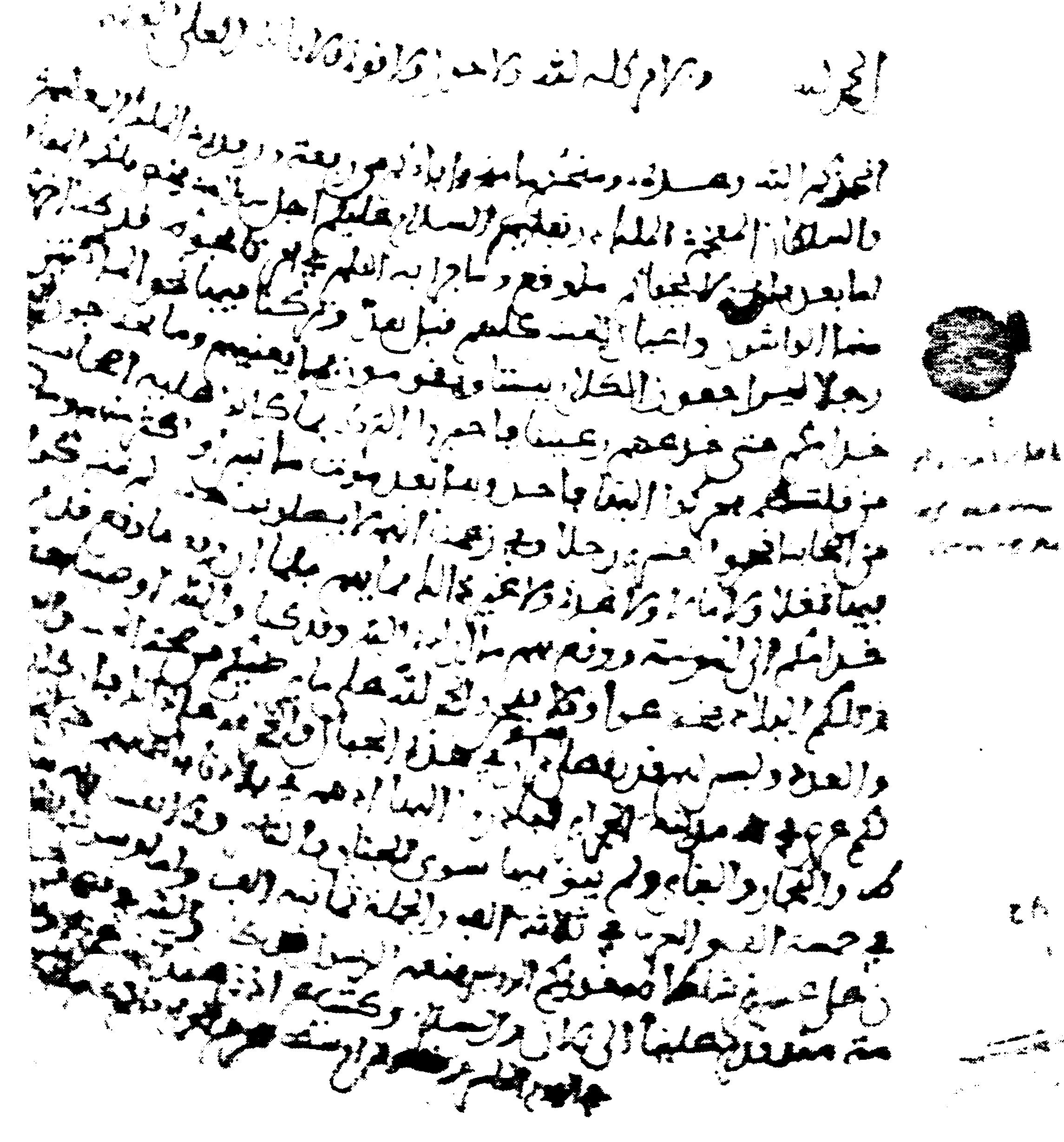
Lettre de 'Amar Belkadi, sultan de Koukou, à Philippe II d'Espagne (16 juin 1598).

La nature du pouvoir royal exercée par le sultan sur les tribus, notamment les Zouaoua, ne saurait prendre la forme d'une administration centralisée. Aucune tribu ou village ne semble disposer à abandonner les djemaa locales élues démocratiquement et les sultans de Koukou n'ont pas tenté de les réformer. Le sultan de Koukou apparaît en fait, comme un grand seigneur disposant d'une armée assez forte pour rétablir un ordre assez souvent troublé sur le plan intérieur et entreprendre des expéditions à l’extérieur. Selon Marmol et Carjaval, au début de son histoire le sultanat dispose d'un corps régulier de 5 000 arquebusiers et 1 500 cavaliers, et d'autres troupes d'hommes issus du pays sachant manier les armes. Au cours de son histoire, ces troupes semblent renforcées : Amar Belkadi écrit au roi Philippe II d'Espagne qu'il peut lever « 100 000 hommes ». Cette armée est souvent employée, soit contre la régence d'Alger, soit au contraire dans le cadre d'alliances pour lui venir en aide dans l'ouest algérien ou contre des puissances chrétiennes, soit (souvent) contre le royaume rival des Aït Abbès.

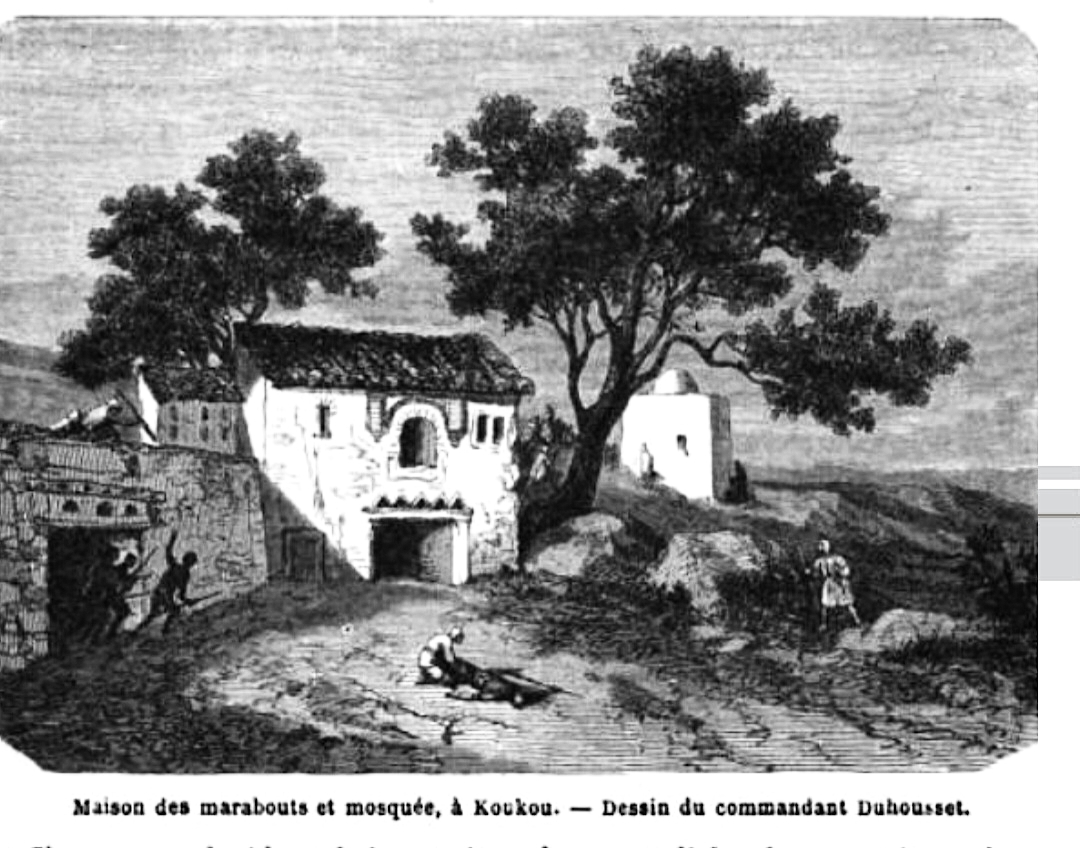
Maison de marabout et mosquée à Koukou

Toutes les populations des plaines ou des hautes montagnes participent à l'effort de guerre pour le prestige religieux que la dynastie des Belkadi inspire, le jeu des alliances villageoises et beaucoup moins pour des raisons politiques. Pour entretenir leurs troupes et leur immenses domaines de la plaine, les Belkadi exigent impôts, redevances et corvées. Cependant ces revendications se font avec beaucoup de difficultés, notamment auprès des tribus de haute montagne qui se sentent à l'abri de leur autorité. Les souverains locaux ont donc un pouvoir assez limité sur leur société et possèdent de modestes demeures seigneuriales à Koukou ou Achallam.

## Culture populaire
En Algérie, l’histoire officielle réduit les rois de Koukou à une histoire de chefferie. Aucun établissement, aucun édifice public n’est dédié à leur histoire et à leur résistance[réf. à confirmer].
Un poème de l'Australien Kenneth Slessor rend hommage au roi de Koukou.